# أدايا (آيت يوسف)
أدايا هو دُوَّار يقع بجماعة تالڭجونت، إقليم تارودانت، جهة سوس ماسة في المملكة المغربية. ينتمي الدوّار لمشيخة آيت يوسف التي تضم 14 دوار. يقدر عدد سكانه بـ 254 نسمة حسب الإحصاء الرسمي للسكان والسكنى لسنة 2004.

## وصلات خارجية
- البوابة الوطنية للجماعات الترابية
- المندوبية السامية للتخطيط